# Christian Moser (saut à ski)
Pour les articles homonymes, voir Christian Moser et Moser.
Christian Moser (né le 20 décembre 1972) est un sauteur à ski autrichien.

## Palmarès

### Jeux olympiques
| Épreuve / Édition | Lillehammer 1994 |
| Petit Tremplin    | 10e              |
| Grand Tremplin    | 26e              |
| Par Equipes       | Bronze           |

### Championnats du monde
| Épreuve / Édition | Thunder Bay 1995 |
| Petit Tremplin    | 15e              |
| Grand Tremplin    | 41e              |
| Par équipes       | 6e               |

### Coupe du monde
- Meilleur classement final : 21e en 1995.
- Meilleur résultat: 2e à Lahti en 1994.